# Ramona (film, 1961)
Pour les articles homonymes, voir Ramona.
Pour plus de détails, voir Fiche technique et Distribution.
Ramona est un film allemand réalisé par Paul Martin, sorti en 1961.

## Synopsis
Ramona est une chanteuse et danseuse des mers du Sud tout aussi recherchée que séduisante, qui se produit une revue allemande et demande à être considérée comme une grande star. Mais la très jeune femme est extrêmement capricieuse et abandonne les opérateurs musicaux qui voulaient un spectacle important à Berlin. La directrice de théâtre Nannen et le metteur en scène Steinberg ont un besoin urgent de remplacer Ramona.
L'attaché de presse Kroll a l'idée salvatrice : pourquoi ne pas prendre une inconnue au lieu de la véritable Ramona ? On trouve rapidement une femme anonyme, désireuse de promotion et sans allure: la jeune mime montante Yvonne. Tout pourrait aller si bien, s'il n'y avait pas la journaliste Ellinor, qui veut révéler l'escroquerie. Au dernier moment, la vraie Ramona fait son retour dans la troupe, mais uniquement dans l'intérêt de son collègue Montez, qui est la star masculine de la revue musicale.

## Fiche technique
- Titre : Ramona
- Réalisation : Paul Martin assisté de Maria von Frisch
- Scénario : Gustav Kampendonk
- Musique : Gert Wilden
- Direction artistique : Paul Markwitz, Wilhelm Vorwerg
- Costumes : Vera Mügge
- Photographie : Richard Angst
- Son : Erwin Schänzle
- Montage : Jutta Hering
- Production : Artur Brauner
- Société de production : Alfa Film
- Société de distribution : Gloria
- Pays de production :  Allemagne de l'Ouest
- Langue : allemand
- Format : Couleur - 1,37:1 - Mono - 35 mm
- Genre : Musical
- Durée : 104 minutes
- Dates de sortie :
  - Allemagne de l'Ouest : 22 décembre 1961
  - France : 28 septembre 1962[1].

## Distribution
- Senta Berger : Yvonne
- Joachim Hansen : Steinberg, le metteur en scène
- Judith Dornys : Ramona
- Ruth Stephan : Ellinor
- Loni Heuser : Mme Nannen, la directrice du théâtre
- Georg Thomalla : Tom Kroll
- Willy Hagara : Montez
- Ralf Wolter : Delon
- Edith Schollwer (de) : Hedwig
- Gerold Wanke (de) : Pepe
- Roland Kaiser : L'assistant metteur en scène

et des numéros musicaux de Blue Diamonds, Jan & Kjeld (da), Jimmy Makulis, Peggy Brown et du Jochen-Brauer-Group

## Source de la traduction
- (de) Cet article est partiellement ou en totalité issu de l’article de Wikipédia en allemand intitulé « Ramona (1961) » (voir la liste des auteurs).